# Tilapia buttikoferi
Tilapia buttikoferi là một loài cá thuộc chi Cá rô phi đặc hữu của tây châu Phi, đặc biệt là Liberia. Chúng là cá nước ngọt mà có xu hướng sống trong sông và suối. Người ta đã nhập khẩu và nhân giống chúng trên toàn thế giới để nuôi cảnh và nuôi lấy thịt.